# Hazelhurst, Wisconsin
Hazelhurst là một thị trấn thuộc quận Oneida, tiểu bang Wisconsin, Hoa Kỳ. Năm 2010, dân số của thị trấn này là 1.224 người.